# Gauliga Osthannover
Gauliga Osthannover byla jedna z mnoha skupin Gauligy, nejvyšší fotbalové soutěže na území Německa v letech 1933 – 1945. Byla dodatečně vytvořena v roce 1943 vyčleněním z Gauligy Niedersachsen. Pořádala se na území Dolního Saska. Vítězové jednotlivých skupin Gauligy postupovali do celostátní soutěže, která trvala necelý měsíc, v níž se kluby utkávaly vyřazovacím způsobem.
Zanikla v roce 1945 po pádu nacistického Německa. Po jeho zániku bylo území Gauligy Osthannover začleněno pod Oberligu Nord.

## Nejlepší kluby v historii - podle počtu titulů
Zdroj: 
| Vítězové nejvyšší ligové soutěže |        |                 |
| Klub                             | Tituly | Vítězné ročníky |
| WSV Nebeltruppe Celle            | 1      | 1944            |

## Vítězové jednotlivých ročníků
Zdroj: 
| Gauliga Osthannover (1943 – 1945)                                                                        |                           |                                 |               |
| Ročník                                                                                                   | Vítěz Gauligy             | Umístění v německém mistrovství | Německý mistr |
| 1943 – 1944                                                                                              | WSV Nebeltruppe Celle (1) | 1. kolo                         | Dresdner SC   |
| • Gauliga byla v sezóně 1944/45 zrušena, a to kvůli přesunutí bojů druhé světové války na území Německa. |                           |                                 |               |